# مجلس الجمعيات التعاونية
مجلس الجمعيات التعاونية أو المعروف أيضًا باسم المجلس السعودي للجمعيات التعاونية هو مؤسسة حكومية في المملكة العربية السعودية تهدف إلى دعم الجمعيات التعاونية في المملكة من خلال تفعيل دور مجلس الجمعيات التعاونية ونشر ثقافة العمل التعاوني بناء القدرات البشرية والمالية والتقنية وإقامة شراكات فعالة لإرساء ثقافة العمل التعاونية لصالح المجتمع والاقتصاد السعودي. تتأثر المنظمة إلى حد كبير بالأمير سعود بن سلمان بن عبد العزيز آل سعود.

## أهداف
الأهداف العامة للإدارة العامة للجمعيات التعاونية هي:
- توجيه الحركة التعاونية في المملكة والإشراف على العمل التعاوني.
- نشر الوعي التعاوني بين المواطنين بالوسائل الإرشادية والإعلامية المناسبة.
- المساعدة على تكوين الجمعيات التعاونية ومراقبة سير أعمالها والتأكد من حسن تطبيقها للنظام واللوائح.
- إتاحة الفرصة للجمعيات التعاونية لأداء دورها بشكل فعال في قطاعات التنمية الاقتصادية والاجتماعية وتنمية المجتمعات المحلية.
- التدريب والتعليم التعاوني والتخطيط لتطوير الإدارة في الجمعيات التعاونية.
- تقديم المساعدات الفنية والمالية لتدعيم التعاونيات.
- إتاحة الفرصة للقيادات المحلية في المجتمع لممارسة العمل التعاوني.
- العمل على رفع قدرات المواطنين وكفاءتهم في تطبيق العمل التعاوني